# Johannes Salmonsson
Christian Johannes Salmonsson, född 7 februari 1986 i Uppsala, är en svensk-tysk före detta professionell ishockeyspelare. Salmonsson valdes av Pittsburgh Penguins i den andra rundan som 31:e spelare totalt i 2004 års NHL-draft. Hans moderklubb är Almtuna IS, vilka han seniordebuterade för 2002. Mellan 2003 och 2005 tillhörde han Djurgårdens IF i SHL (dåvarande Elitserien), innan han säsongen 2005/06 lämnade Sverige för spel i Nordamerika med Spokane Chiefs i WHL. De tre efterföljande säsongerna spelade Salmonsson för Brynäs IF och Rögle BK i SHL och Hockeyallsvenskan, innan han åter lämnade Sverige – denna gång för spel i schweiziska Nationalliga A där han spelade både för HC Davos och EHC Biel.
Mellan 2010 och 2015 representerade Salmonsson AIK och Linköping HC i två respektive tre säsonger. Han gjorde därefter ytterligare en utomlandssejour, denna gång till tyska DEL, där han under tre säsonger spelade för Kölner Haie och Iserlohn Roosters. Sedan säsongen 2018/19 har han spelat i SHL, först en säsong för Timrå IK och därefter fem säsonger med IK Oskarshamn. 2024 avslutade han sin spelarkarriär.
Som junior representerade Salmonsson Sverige vid tre JVM.

## Karriär

### Klubblag

#### 2002–2009: Början av karriären
Efter att ha spelat juniorishockey i moderklubben Almtuna IS gjorde Salmonsson seniordebut i klubben 2002 då laget kvalade för att få hålla sig kvar i Hockeyallsvenskan. Han spelade sin första A-lagsmatch den 29 mars, i en 3–2-seger mot Tierps HK. Salmonsson spelade totalt fem matcher och noterades för ett mål. Laget degraderades dock till Division 1, där Salmonsson fick allt mer speltid i seniorlaget. I grundserien stod han för 24 poäng på 26 matcher, varav tio mål. Efter ett lyckat kvalspel där Almtuna lyckats ta sig tillbaka till Hockeyallsvenskan, meddelades det den 17 juni 2003 att Salmonsson skrivit ett tvåårsavtal med Djurgårdens IF i Elitserien.
Den 24 september 2003 gjorde Salmonsson Elitseriedebut, i en match mot Linköping HC. Under säsongens gång varvade han spel i Elitserien med spel i Djurgårdens J20-lag. Efter endast sex matcher med A-laget ådrog han sig en axelskada, vilken höll honom borta från spel i drygt en månads tid. I oktober 2003 blev han utlånad för två matcher med Almtuna i Hockeyallsvenskan. Totalt spelade Salmonsson 25 grundseriematcher för Djurgården och noterades för tre assistpoäng. Under sommaren 2004 valdes han i NHL Entry Draft av Pittsburgh Penguins i den andra rundan som 31:e spelare totalt. Säsongen 2004/05 blev Salmonsson åter under en tid utlånad till Almtuna i Hockeyallsvenskan. Han spelade totalt åtta matcher för klubben och noterades för två assistpoäng. För Djurgården spelade han 30 grundseriematcher och noterades för sitt första mål i Elitserien den 22 januari 2005, på Fredrik Norrena, i en 5–3-seger mot Linköping HC.
Inför säsongen 2005/06 lämnade Salmonsson Djurgården och Sverige för spel i Nordamerika. Han tillbringade säsongen med Penguins farmarlag Spokane Chiefs i WHL. På 54 matcher noterades han för 27 poäng (12 mål, 15 assistpoäng).
Den 13 mars 2006 stod det klart att Salmonsson återvänt till Sverige då han skrivit ett tvåårsavtal med Brynäs IF. I en match mot Timrå IK den 17 februari 2007 gick Salmonsson axel ur led, vilket gjorde att han missade avslutningen av grundserien. På 45 matcher noterades han för elva poäng, varav åtta mål. I inledningen av sin andra säsong med Brynäs fick Salmonsson begränsat med speltid vilket gjorde att klubben den 22 november 2007 meddelade att man lånat ut honom till Rögle BK i Hockeyallsvenskan för resten av säsongen. Samma månad, den 30 november, noterades han för sitt första mål i Hockeyallsvenskan, på Fredrik Eriksson, i en 1–4-seger mot Bofors IK. På 24 grundseriematcher för Rögle stod Salmonsson för 14 poäng, varav 10 mål. Han var sedan med att spela upp laget till Elitserien via Kvalserien till Elitserien i ishockey 2008. Den 27 maj 2008 meddelades det att Salmonsson skrivit ett tvåårsavtal med Rögle BK. Den följande säsongen fick Salmonsson delvis förstörd av skador och spelade 33 grundseriematcher. Efter säsongens slut bekräftades det i början av juli 2009 att Rögle i samförstånd med Salmonsson valt att bryta avtalet.

#### 2009–2015: NLA, AIK och Linköping HC

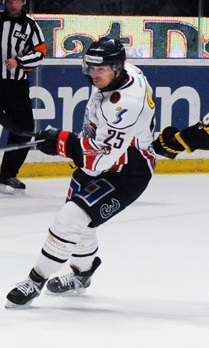
Salmonsson med Linköping HC 2013.

I juli 2009 bekräftades det att Salmonsson skrivit ett ettårsavtal med den schweiziska klubben HC Davos i Nationalliga A. I mitten av november samma år lånades Salmonsson ut från Davos till seriekonkurrenten EHC Biel. För Biel spelade han sex matcher och stod för två mål och tre assistpoäng. Han återvände sedan till Davos där han gjorde elva poäng på 23 grundseriematcher.
Inför säsongen 2010/11 tillkännagavs det den 16 juni att AIK skrivit avtal med Salmonsson. AIK var det sista laget att ta sig till SM-slutspel 2011, väl där slog man ut grundseriesegrarna HV71 med 4–0 i matcher. I semifinalseriens andra match, mot Färjestad BK, slog Salmonsson vänster axel ur led, vilket gjorde att han missade resten av slutspelet. AIK slogs ut i semifinal med 4–0 i matcher. På sex slutspelsmatcher noterades Salmonsson för ett mål och tre assist. Kort därefter, den 1 april 2011, bekräftade AIK att Salmonsson skrivit ett nytt ettårskontrakt med klubben. Under sin andra säsong i klubben stod Salmonsson för 18 poäng på 41 grundseriematcher. I SM-slutspelet slogs laget för andra året i följd ut i semifinal.
Den 10 april 2012 meddelades det att Salmonsson lämnat AIK för spel med Linköping HC, som han skrivit ett tvåårsavtal med. Under sin första säsong i Linköping gjorde han sin poängmässigt främsta grundserie i SHL. På 53 matcher noterades han för 21 poäng (tio mål, elva assist). I det efterföljande SM-slutspelet slogs Linköping ut i semifinalserien mot Skellefteå AIK med 4–1 i matcher. I inledningen av sin andra säsong med Linköping tillkännagavs det den 21 augusti 2013 att Salmonsson förlängt sitt avtal med klubben med ytterligare en säsong. Han missade därefter endast en grundseriematch säsongen 2013/14. Likt föregående år slogs laget ut i SM-slutspelet av Skellefteå AIK med 4–1 i semifinal.

#### 2015–2024: DEL, Timrå IK och IK Oskarshamn
Efter tre säsonger med Linköping bekräftades det den 17 juli 2015 att Salmonsson lämnat Sverige för spel i den tyska klubben Kölner Haie i DEL, som han skrivit ett ettårsavtal med. Laget slutade sjua i grundserien och på 45 matcher stod Salmonsson för åtta mål och elva assistpoäng. I det efterföljande slutspelet tog sig laget till semifinal, där man slogs ut av EHC Red Bull München med 4–1 i matcher. Den 11 april 2016 bekräftades det att Salmonsson förlängt sitt avtal med Köln med ytterligare en säsong. Salmonsson försämrade sin poängproduktion under grundserien något med 13 poäng på 45 matcher. Haie slogs ut i kvartsfinal av Grizzly Adams Wolfsburg med 3–4 i matcher.
Efter två säsonger med Haie lämnade Salmonsson klubben för spel i seriekonkurrenten Iserlohn Roosters den 1 augusti 2017.
I augusti 2018 stod det klart att Salmonsson återvänt till Sverige efter tre säsonger i DEL. Den 8 november bekräftade Timrå IK att man skrivit ett ettårsavtal med honom. Salmonsson var en av Timrå poängmässigt bättre spelare och noterades för 19 poäng på 33 matcher. Laget slutade dock sist i grundserien och tvingades till direktkval till SHL, där man förlorade matchserien mot IK Oskarshamn med 3–4 i matcher och därmed degraderades till Hockeyallsvenskan. Salmonsson spelade endast två av dessa matcher sedan han ådragit sig en skada i seriens andra match.
Efter Timrås uttåg ur SHL skrev Salmonsson den 5 september 2019 ett ettårskontrakt med just IK Oskarshamn. Samtidigt blev han rekordinnehavare då han är den spelare som representerat flest antal SHL-klubbar. Salmonsson missade endast två matcher av grundserien och var lagets näst bästa poänggörare. På 50 matcher stod han för 24 poäng, varav elva mål. Den 1 april 2020 bekräftades det att Salmonsson förlängt sitt avtal med Oskarshamn med ytterligare två säsonger. Under sin andra säsong i klubben stod han för elva poäng, varav fyra mål på 27 grundseriematcher. Han fick andra halvan av säsongen spolierad på grund av en skada och spelade sin sista grundseriematch för säsongen den 30 december 2020. Salmonsson missade också inledningen av den efterföljande säsongen på grund av denna skada. Han gjorde comeback den 18 november 2022 i en match mot Örebro HK. Totalt spelade han 34 grundseriematcher och noterades för två mål. Oskarshamn lyckades kvalificera sig för SM-slutspel för första gången någonsin. I åttondelsfinal slog laget ut Leksands IF med 2–1 i matcher, innan man besegrades av Rögle BK i kvartsfinalserien med 4–3. På dessa tio matcher stod Salmonsson för ett mål och två assistpoäng.
Den 29 juli 2022 bekräftades det att Salmonsson förlängt sitt avtal med Oskarshamn med ytterligare en säsong. Den följande säsongen spelade han 47 grundseriematcher och stod för fyra mål och lika många assistpoäng. Han missade fem matcher då han i slutet av november 2022 blivit avstängd av disciplinnämnden efter en huvudtackling mot Joel Persson. I grundseriens sista omgång ådrog han sig en skada vilket gjorde att han missade det följande SM-slutspelet, där Oskarshamn slogs ut i play-in med 2–1 i matcher mot Luleå HF. Den 31 juli 2023 tillkännagavs det att Salmonsson förlängt sitt avtal med Oskarshamn med ytterligare en säsong. Han missade inledningen av säsongen 2023/24 på grund av en skada. Den 25 januari 2024 spelade han sin 600:e match i SHL. Han spelade totalt 36 grundseriematcher där han stod för två mål och tre assist. Oskarshamn slutade sist i grundserietabellen och ställdes därför mot HV71 i play out-serien. Laget degraderades därefter till Hockeyallsvenskan efter att ha förlorat den sjunde och avgörande matchen med 5–0. Den 1 augusti 2024 bekräftades det att Salmonsson avslutat sin spelarkarriär.

### Landslag
2003 blev Salmonsson uttagen att spela sitt första JVM, som avgjordes i Finland 2004. Sverige misslyckades att ta sig till slutspel och tvingades till kvalspel för att hålla sig kvar i JVM:s toppdivision. På sex spelade matcher noterades Salmonsson för en assistpoäng.
Salmonsson spelade sitt andra JVM i USA 2005. Efter att ha tagit sig vidare från gruppspelsrundan åkte Sverige ut mot värdnationen i kvartsfinal med 8–2. Sverige förlorade senda också den efterföljande placeringsmatchen mot Finland och slutade på sjätte plats i turneringen. Salmonsson var Sverige poängmässigt bästa spelare och noterades för åtta poäng på sex matcher (fem mål, tre assist).
Salmonsson spelade sitt tredje och sista JVM 2006 i Kanada. Efter att ha förlorat kvartsfinalen mot Finland med 1–0 efter förlängningsspel, slutade Sverige på femte plats i turneringen. Salmonsson noterades för fyra poäng på fem spelade matcher. 

## Statistik

### Klubblag
| 2001–02    | Almtuna IS        | HA         | —   | —  | —   | —   | —   | 5  | 1  | 0  | 1  | 0  |
| 2002–03    | Almtuna IS        | Div. 1     | 26  | 10 | 14  | 24  | 4   | 8  | 2  | 4  | 6  | 16 |
| 2003–04    | Djurgårdens IF    | Elitserien | 25  | 0  | 3   | 3   | 4   | —  | —  | —  | —  | —  |
| 2003–04    | Almtuna IS        | HA         | 2   | 0  | 0   | 0   | 0   | —  | —  | —  | —  | —  |
| 2004–05    | Djurgårdens IF    | Elitserien | 30  | 2  | 2   | 4   | 6   | 9  | 0  | 0  | 0  | 0  |
| 2004–05    | Almtuna IS        | HA         | 8   | 0  | 2   | 2   | 6   | —  | —  | —  | —  | —  |
| 2005–06    | Spokane Chiefs    | WHL        | 54  | 12 | 15  | 27  | 30  | —  | —  | —  | —  | —  |
| 2006–07    | Brynäs IF         | Elitserien | 45  | 8  | 3   | 11  | 28  | —  | —  | —  | —  | —  |
| 2007–08    | Brynäs IF         | Elitserien | 9   | 0  | 1   | 1   | 2   | —  | —  | —  | —  | —  |
| 2007–08    | Rögle BK          | HA         | 24  | 10 | 4   | 14  | 26  | 10 | 5  | 5  | 10 | 10 |
| 2008–09    | Rögle BK          | Elitserien | 33  | 5  | 4   | 9   | 12  | —  | —  | —  | —  | —  |
| 2009–10    | HC Davos          | NLA        | 23  | 5  | 6   | 11  | 44  | 1  | 0  | 0  | 0  | 0  |
| 2009–10    | EHC Biel          | NLA        | 6   | 2  | 3   | 5   | 0   | —  | —  | —  | —  | —  |
| 2010–11    | AIK               | Elitserien | 52  | 9  | 11  | 20  | 28  | 6  | 1  | 3  | 4  | 6  |
| 2011–12    | AIK               | Elitserien | 41  | 5  | 13  | 18  | 16  | —  | —  | —  | —  | —  |
| 2012–13    | Linköping HC      | Elitserien | 53  | 10 | 11  | 21  | 16  | 10 | 2  | 4  | 6  | 6  |
| 2013–14    | Linköping HC      | SHL        | 54  | 7  | 13  | 20  | 34  | 14 | 3  | 4  | 7  | 10 |
| 2014–15    | Linköping HC      | SHL        | 46  | 5  | 4   | 9   | 28  | 11 | 1  | 1  | 2  | 4  |
| 2015–16    | Kölner Haie       | DEL        | 45  | 8  | 11  | 19  | 12  | 14 | 2  | 8  | 10 | 2  |
| 2016–17    | Kölner Haie       | DEL        | 45  | 5  | 8   | 13  | 14  | 5  | 0  | 0  | 0  | 0  |
| 2017–18    | Iserlohn Roosters | DEL        | 52  | 5  | 7   | 12  | 10  | 2  | 0  | 0  | 0  | 0  |
| 2018–19    | Timrå IK          | SHL        | 33  | 4  | 15  | 19  | 14  | 2  | 1  | 0  | 1  | 0  |
| 2019–20    | IK Oskarshamn     | SHL        | 50  | 13 | 11  | 24  | 26  | —  | —  | —  | —  | —  |
| 2020–21    | IK Oskarshamn     | SHL        | 27  | 4  | 7   | 11  | 10  | —  | —  | —  | —  | —  |
| 2021–22    | IK Oskarshamn     | SHL        | 34  | 2  | 0   | 2   | 8   | 10 | 1  | 2  | 3  | 2  |
| 2022–23    | IK Oskarshamn     | SHL        | 47  | 4  | 4   | 8   | 18  | —  | —  | —  | —  | —  |
| 2023–24    | IK Oskarshamn     | SHL        | 36  | 2  | 3   | 5   | 10  | 7  | 0  | 0  | 0  | 0  |
| SHL totalt | SHL totalt        | SHL totalt | 615 | 80 | 105 | 185 | 260 | 71 | 11 | 21 | 32 | 28 |

### Internationellt
| År            | Lag           | Turnering     | Matcher | Mål | Assists | Poäng | Utv. |
| ------------- | ------------- | ------------- | ------- | --- | ------- | ----- | ---- |
| 2004          | Sverige       | JVM           | 6       | 0   | 1       | 1     | 4    |
| 2005          | Sverige       | JVM           | 6       | 5   | 3       | 8     | 0    |
| 2006          | Sverige       | JVM           | 5       | 2   | 2       | 4     | 2    |
| Junior totalt | Junior totalt | Junior totalt | 17      | 7   | 6       | 13    | 6    |